# Alegranza
Alegranza är en ö i den spanska ögruppen och autonoma regionen Kanarieöarna som ligger i Atlanten utanför Afrikas nordvästra kust. Ön tillhör provinsen Las Palmas och kommunen Teguise på Lanzarote. Öns area är 10,2 km² och det bor inga människor på ön.
Alegranza som är den nordligaste av Kanarieöarna är en del av nationalparken Parque Natural de Archipiélago Chinijo i Chinijoarkipelagen. Fyren vid Punta Delgada som ligger på den östra delen av Alegranza byggdes 1865 och blev kulturminnesmärkt 20 december 2002.

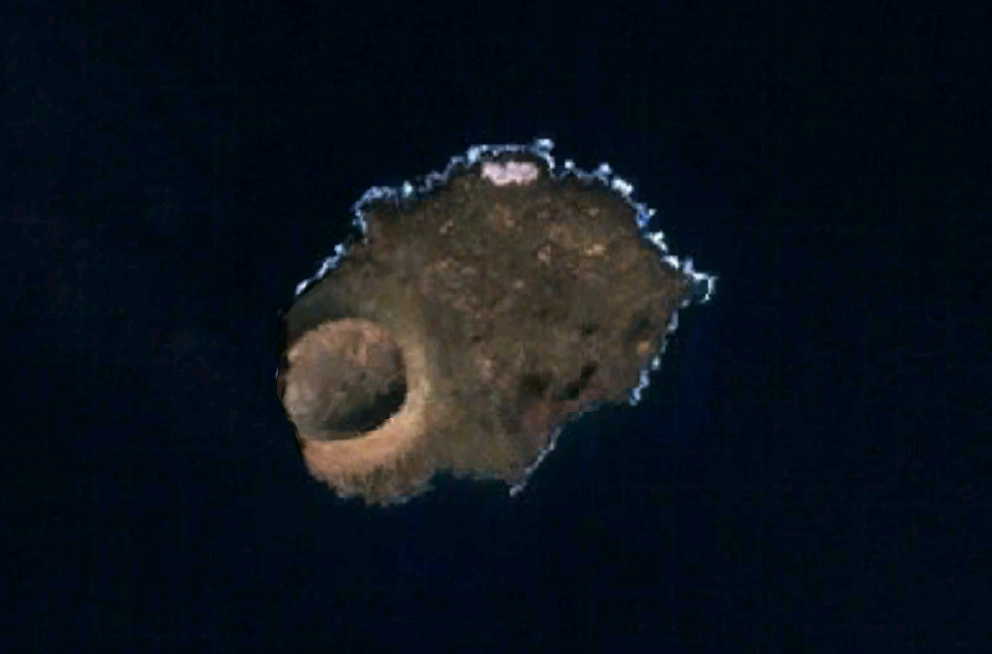
Satellitbild av Alegranza.

Landskapet domineras av kratern som bildar Caldera de Alegranza. Den är 1,1 kilometer i diameter och 289 meter i höjd över havet. Öns näst högsta berg, Montana de Lobos, når 256 meter över havet. Den norra delen av ön är i huvudsak platt.